# Gevär m/96
6,5 mm gevär m/96, kort 6,5 mm g m/96 (ursprungligen formellt 6,5 mm gevär m/1896), är ett svenskt repetergevär baserat på Mausers repetersystem som antogs av den svenska krigsmakten år 1896. Geväret använder patronen 6,5 × 55 mm, formellt betecknad 6,5 mm skarp patron m/94.
Vapnet i sin m/38 utformning var svenska krigsmaktens (efter 1975 benämnt försvarsmakten) primära individuella infanterivapen fram till att automatkarbin 4 hade införskaffats i större antal under slutet av 1960-talet. 6,5 mm automatgevär m/42 som var menad som ersättare för gevär m/38 kom enbart att tillverkas i ca 30 000 exemplar och kunde inte ersätta gevär m/38 som huvudvapen för infanteriet.
Gevär m/38 kom att användas som stridsvapen av hemvärnet fram till slutet av 1990-talet men används fortfarande av den svenska försvarsmakten för ceremoniella syften.

## Historik
Ungefär 40 000 gevär m/96 köptes in från tyska Waffenfabrik Mauser Oberndorf a/N, cirka 445 000 exemplar licenstillverkades av Carl Gustafs stads gevärsfaktori i Eskilstuna och ytterligare cirka 20 000 m/96 tillverkades av Husqvarna Vapenfabriks 1942–1944 till Frivilliga Skytterörelsen (FSR). Utöver det tillverkade Husqvarna under åren 1942–1944 cirka 88 000 av det 14 cm kortare gevär m/38 (dessutom byggde Carl Gustafs om 55 000 gevär m/96 till gevär m/38 under åren 1938–1940). Cirka 5 300 särskilt utvalda gevär m/96 byggdes också om till kikarsiktesförsedda prickskyttegevär m/41 under åren 1941–1944. Till en början användes en 10 grams ogivalkula med lägre utgångshastighet än den senare torpedkulan. Geväret laddas med fem patroner i magasinet, ytterligare en kan vid behov laddas i patronläget. Ammunitionen användes med fem patroner monterade på en laddram för att vapnet skulle kunna laddas om snabbt.
Samma mekanism och liknande teknik i övrigt finns även i en karbinversion, karbin m/94 och i prickskytteversion, gevär m/41, samt som ett förkortat gevär, gevär m/38. Även civila sportskyttegevär (till exempel Carl Gustaf, CG63) med mer tävlingsanpassad stock, friliggande pipa och dioptersikte har tillverkats av före detta gevär m/96.
Sedan början av 2000-talet använder Försvarsmakten endast m/96 för ceremoniella uppgifter, främst inom högvakten. Hemvärnet ersatte 1995 vapnet med Ak 4 och frivilligorganisationernas ungdomsverksamhet gick 2003 över till ett vapen i kaliber .22 Long Rifle (jämför övning 2 och 4 i referenslänken). Geväret användes också fram till slutet av 1990-talet som plattform för krevadkarbiner. Pipan kortades då signifikant, och en koppformad metallbehållare för mynningsladdning svetsades fast längst fram. Vapnet laddades med en drivpatron, krevadladdningen placerades i koppen och avfyrades med axelstöd i ungefär 45 graders elevation, vilket gav en räckvidd på några hundra meter.
Civilt har vapnet även haft framgångar då den använts, om än idag i mindre utsträckning, av jägare. Då kalibern håller klass 1 kan den användas vid älgjakt. Även i toppfågeljakt har ombyggda exemplar framgångsrikt använts. De vapen som anpassats för jaktändamål har i regel genomgått omfattande förändringar, till exempel slutstyckshandtaget har böjts ned, kikarsikte monterats, stocken kortats av eller ersatts, överstocken är borttagen liksom pipbanden samt att pipan kortats. Gevär m/96 tillverkades för ammunition med ett maxtryck på 2600 atm medan modern 6,5x55mm ammunition tillverkas enligt CIP-standard till 3800 atm tryck vilket gör att geväret inte är dimensionerat för modern jaktammunition.

## Versioner
6,5 mm gevär m/96 har siktet graderat för avstånd 300–2 000 meter. Med siktramen i nedfällt läge kan avståndet ställas in mellan 300 och 600 meter, och i uppfällt läge kan avstånd mellan 700 och 2 000 meter ställas in. Siktet ställs in genom att siktlöparen flyttas på siktramen. Siktlöparen spärras i inställt läge av siktlöparspärren.
6,5 mm gevär m/38 har ett annat sikte, i tre olika modeller, graderade för 250–600 meter, 150–600 meter och 100–600 meter. Vapnet är försett med korn m/38, i vissa fall med korn m/41 (egentligen avsett för gevär m/41). Gevären tillverkades både av nedkortade Gevär m/96 där pipan kortades 139mm, men det gjordes även helt nya gevär m/38. Den senare modellen hade nedböjdt slutstyckshandtag. Gevären tillverkades av Husqvarna Vapenfabriks AB fram till 1944.
6,5 mm prickskyttegevär m/41 tillverkades av särskilt välskjutande exemplar av gevär m/96 och försågs med ett 4x90(objektivdiameter på 44mm) AJACK kikarsikte levererat från Tyskland. Kikarsiktet var graderat för 100–800 meter och benämndes kikarsikte m/41. Eskilstuna gevärsfaktori monterade kikarsiktena på gevären och levererade dessa till försvarsmakten. 1942 fick man inte längre några leveranser av kikarsikten från Tyskland, på grund av det rådande kriget. Som ersättning köpte man in kikarsikte m/42, AGA 3x65, av Svenska Ackumulator Aktiebolaget Jungner. Siktet hade 3 gångers förstoring och en linsdiameter på 26mm. Kikarsiktet var dyrt att tillverka och hade en livslängd på enbart 2år, därför ersattes det av ett nytt AGA-sikte som benämndes kikarsikte m/44 efter ett par år. 
6,5 mm prickskyttegevär m/41b ersatte m/41 efter kriget när Tyskland åter kunde leverera AJACK-kikarsikten till Sverige. Geväret var i stort likvärdigt med prickskyttegevär m/41 med några ändringar gjorda på kikarfästesbasen för att öka skottfastheten. Geväret fortsatte att användas av svenska försvaret fram till 1991.
6,5 mm CG63 är ett civilt tävlingsvapen tillverkat från gevär m/96, med bland annat en förbättrad kolv och en friflytande pipa. Ytterligare två tävlingsgevär tillverkades, CG73 och CG80, som båda två var förbättringar på CG63.

## Bajonett
Gevär m/1896 kan utrustas med knivbajonett m/1896. Samma bajonett kan även användas till Gevär m/1938 och Automatgevär m/1942.

## Galleri

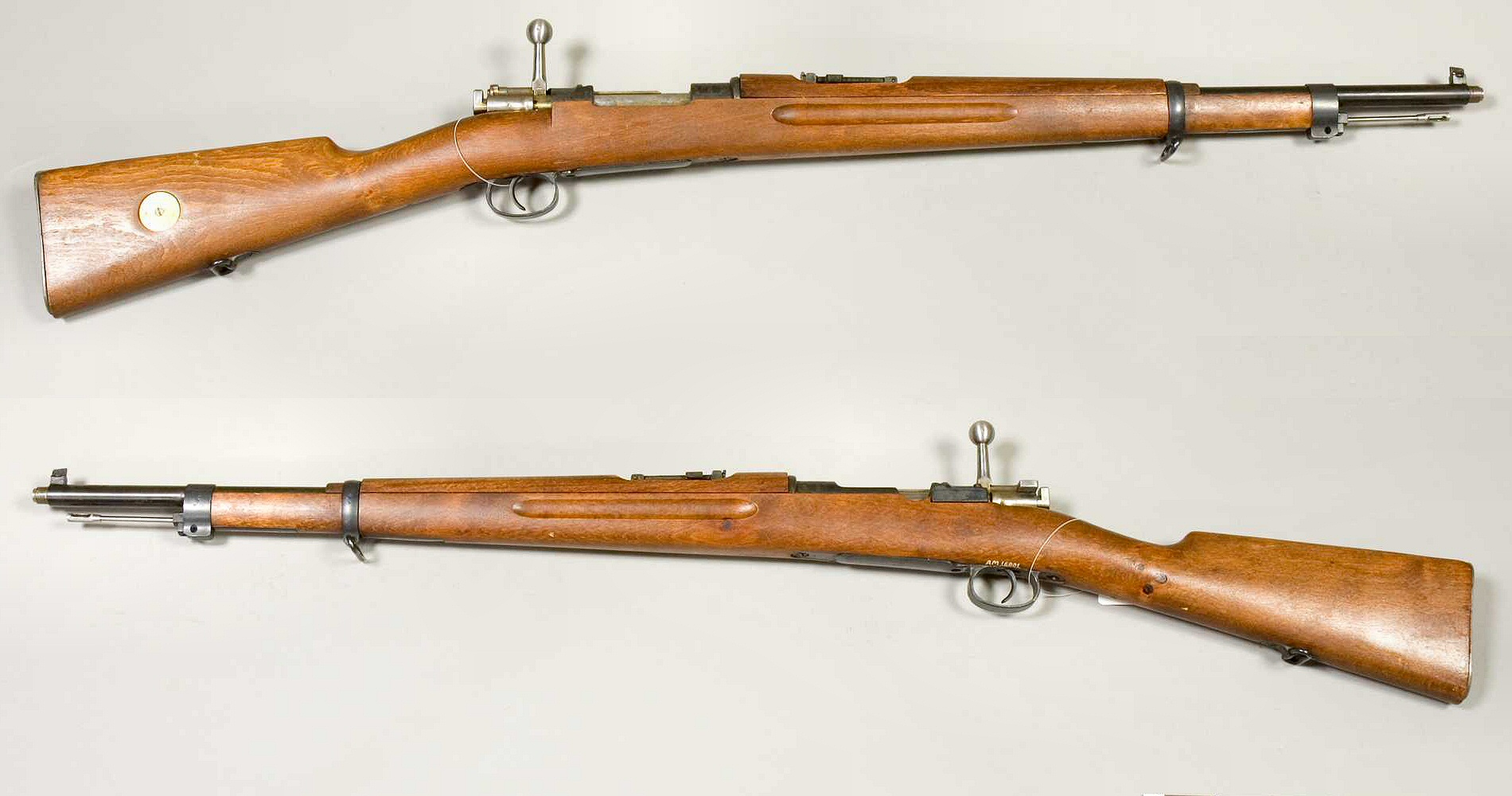
Gevär m/1938 (m/1896 med rakt slutstyckshandtag ombyggt 1938-1940)
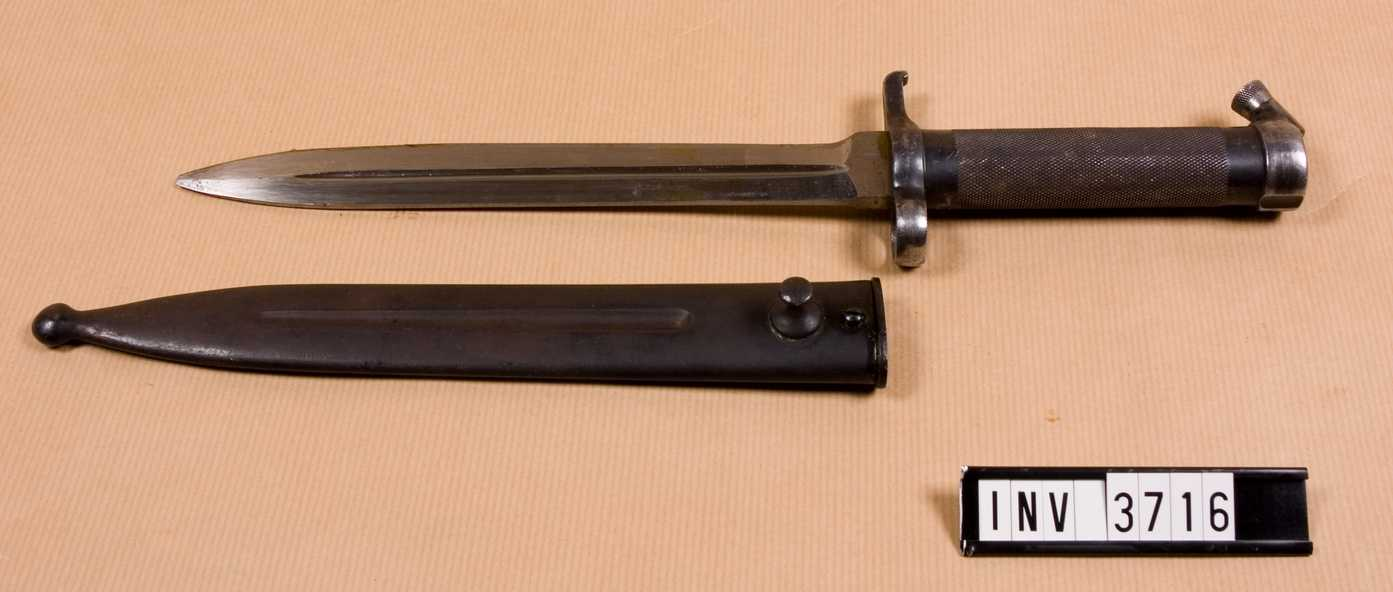
Knivbajonett m/1896 för gevär m/1896 och m/1938
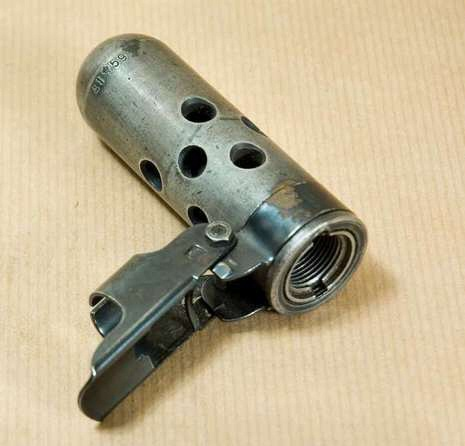
Lösskjutningsanordning till gevär m/1896 och m/1938
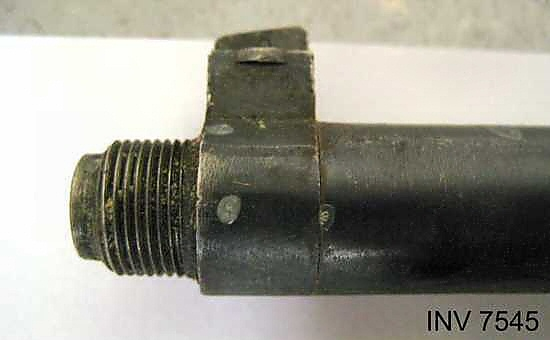
Gängor för lösskjutnings-anordning vid pipans mynning
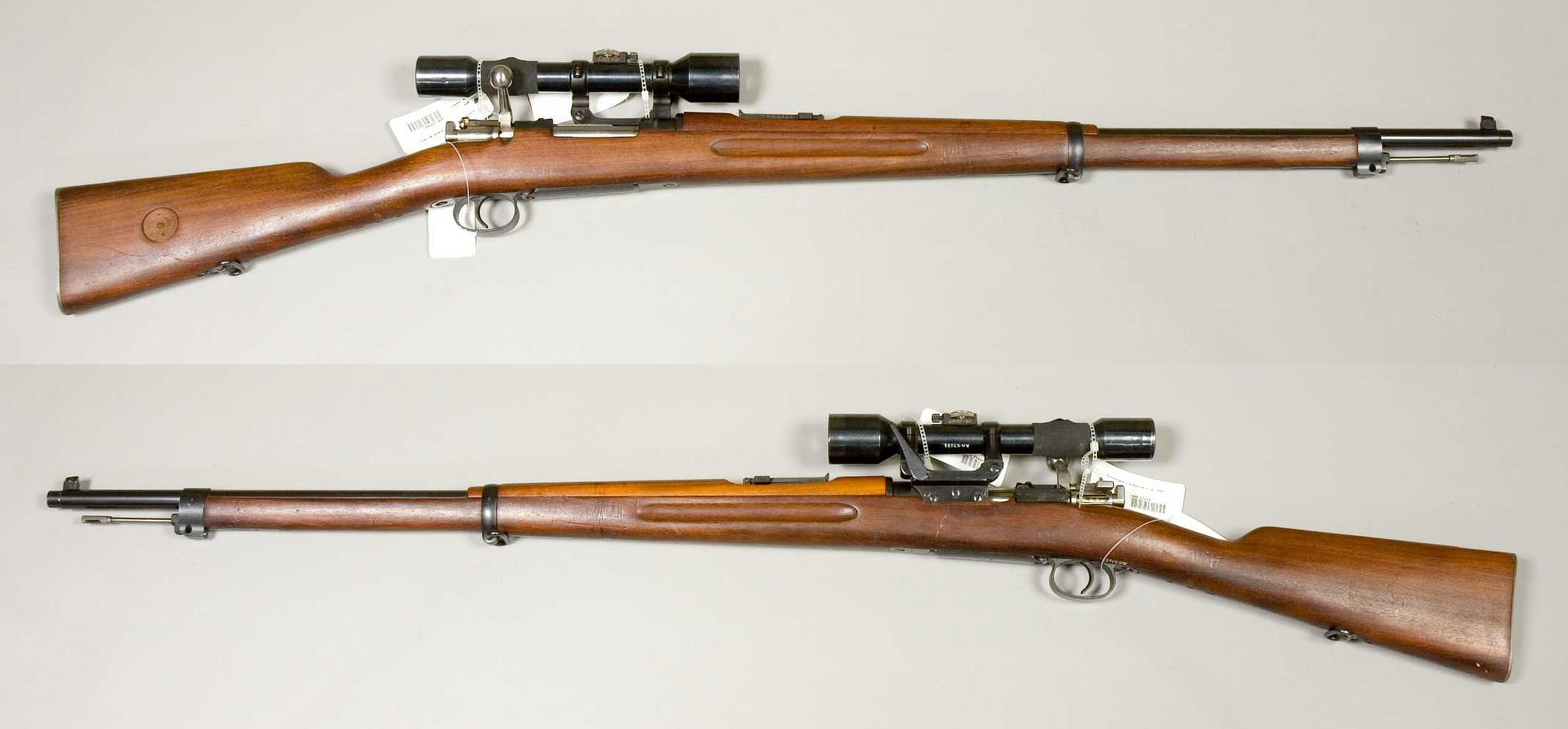
Prickskyttegevär m/1941 (officiellt bara betecknat Gevär m/1941)
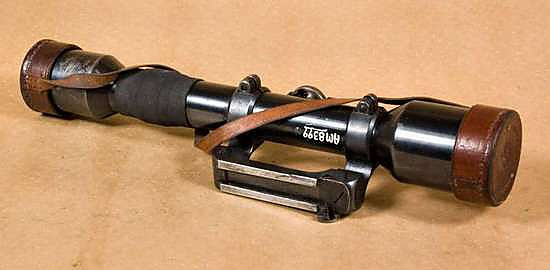
Kikarsikte m/1941 (ZF Ajack 4×90)[c] till gevär m/1941
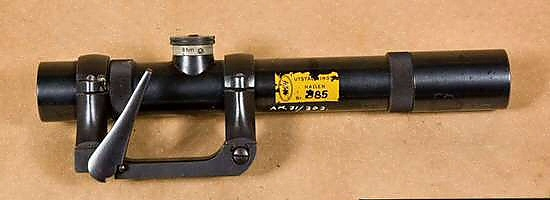
Kikarsikte m/1944 (AGA) till gevär m/1941